# Société entomologique américaine
Ne doit pas être confondu avec Société d'entomologie d'Amérique.
La Société entomologique américaine (en anglais American Entomological Society) est une société savante consacrée à l’entomologie du nouveau monde. Elle a été fondée sous le nom de Société entomologique de Philadelphie (Entomological Society of Philadelphia) le 1er mars 1859 et commence à faire paraître une revue dès 1861. Elle change de nom en février 1867 et, en 1875, installe son quartier général dans l’Académie des sciences naturelles. 
La Société fait aujourd'hui paraître trois publications consacrées à la taxinomie, la morphologie et l'écologie :
- Entomological News est un bimestriel composée d'articles courts.
- Transactions of the American Entomological Society est un trimestriel contenant des articles de longueur moyennes. Les articles parus depuis sa création (en 1864) jusqu'en 1950 sont consultables gratuitement en ligne.
- Memoirs of the American Entomological Society paraît de façon irrégulière et est constitué d'importantes monographies.

## Source
- (en) Partie historique du site officiel de la Société entomologique américaine